# Erovnuli Liga 2020
L'Erovnuli Liga 2020 è stata la trentaduesima edizione della massima serie del campionato georgiano di calcio. Il torneo è iniziato il 29 febbraio, è stato sospeso l'11 marzo 2020 a causa dell'emergenza dovuta alla pandemia di COVID-19 che ha colpito la Georgia, ed è ripreso il 25 giugno 2020 per terminare il 10 dicembre seguente. La Dinamo Tbilisi ha vinto il campionato per la diciottesima volta nella sua storia, la seconda consecutiva.

## Stagione

### Novità
Dalla Erovnuli Liga 2019 sono stati retrocessi in Erovnuli Liga 2 il Rustavi, il Sioni Bolnisi, entrambi dopo aver perso lo spareggio promozione/retrocessione, e il WIT Georgia, mentre dalla Erovnuli Liga 2 sono stati promossi il Merani Tbilisi, il Samt'redia e il Telavi, questi ultimi due vincitori dello spareggio promozione/retrocessione.

### Formula
Le 10 squadre partecipanti si affrontano in un girone all'italiana con doppie partite di andata e ritorno, per un totale di 36 giornate. Al termine, la squadra prima classificata è dichiarata campione di Georgia ed ammessa al primo turno di qualificazione della UEFA Champions League 2021-2022. La seconda e la terza classificata vengono ammesse al primo turno di qualificazione della UEFA Europa Conference League 2021-2022, assieme alla squadra vincitrice della coppa nazionale. L'ultima classificata viene retrocessa in Erovnuli Liga 2, mentre l'ottava e la nona classificate disputano uno spareggio promozione/retrocessione contro la seconda e la terza classificate in Erovnuli Liga 2 per due posti in massima serie.

### Avvenimenti
L'11 marzo 2020 la federazione georgiana ha disposto la sospensione della Erovnuli Liga e di tutti i campionati nazionali fino al 1º aprile successivo a causa della pandemia di COVID-19 che ha colpito anche la Georgia. Alla ripresa del torneo è stato stabilito che le squadre si sarebbero incontrate solamente due volte, per un totale di 18 giornate.

## Squadre partecipanti
| Club                 | Città     | Stadio                        | Stagione precedente         |
| -------------------- | --------- | ----------------------------- | --------------------------- |
| Chik. Sachkhere      | Sachkhere | Stadio Givi Kiladze (Kutaisi) | 5º posto in Erovnuli Liga   |
| Dila Gori            | Gori      | Stadio Tengiz Burjanadze      | 7º posto in Erovnuli Liga   |
| Dinamo Batumi        | Batumi    | Chele Arena (Kobuleti)        | 2º posto in Erovnuli Liga   |
| Dinamo Tbilisi       | Tbilisi   | Stadio Boris Paichadze        | 1º posto in Erovnuli Liga   |
| Lok’omot’ivi Tbilisi | Tbilisi   | Stadio Mikheil Meskhi         | 4º posto in Erovnuli Liga   |
| Merani Tbilisi       | Tbilisi   | Stadio Sinatle                | 1º posto in Erovnuli Liga 2 |
| Saburtalo Tbilisi    | Tbilisi   | Stadio Mikheil Meskhi         | 3º posto in Erovnuli Liga   |
| Samt'redia           | Samtredia | Stadio Erosi Manjgaladze      | 2º posto in Erovnuli Liga 2 |
| Telavi               | Telavi    | Stadio Givi Chokheli          | 3º posto in Erovnuli Liga 2 |
| T'orp'edo Kutaisi    | Kutaisi   | Stadio Givi Kiladze           | 6º posto in Erovnuli Liga   |

## Classifica finale
Fonte:sito ufficiale
|  | Pos. | Squadra              | Pt | G  | V  | N  | P  | GF | GS | DR  |
|  | ---- | -------------------- | -- | -- | -- | -- | -- | -- | -- | --- |
|  | 1.   | Dinamo Tbilisi       | 40 | 18 | 12 | 4  | 2  | 33 | 9  | +24 |
|  | 2.   | Dinamo Batumi        | 36 | 18 | 10 | 6  | 2  | 29 | 14 | +15 |
|  | 3.   | Dila Gori            | 30 | 18 | 8  | 6  | 4  | 29 | 17 | +12 |
|  | 4.   | Lok’omot’ivi Tbilisi | 29 | 18 | 8  | 5  | 5  | 30 | 23 | +7  |
|  | 5.   | Saburtalo Tbilisi    | 27 | 18 | 7  | 6  | 5  | 28 | 21 | +7  |
|  | 6.   | Telavi               | 24 | 18 | 4  | 12 | 2  | 21 | 14 | +7  |
|  | 7.   | Samt'redia           | 19 | 18 | 5  | 4  | 9  | 14 | 23 | -9  |
|  | 8.   | T'orp'edo Kutaisi    | 17 | 18 | 4  | 5  | 9  | 17 | 30 | -13 |
|  | 9.   | Chik. Sachkhere      | 13 | 18 | 3  | 4  | 11 | 18 | 40 | -22 |
|  | 10.  | Merani Tbilisi       | 6  | 18 | 0  | 6  | 12 | 6  | 34 | -28 |

Legenda:
      Campione di Georgia e ammessa alla UEFA Champions League 2021-2022.
      Ammesse alla UEFA Europa Conference League 2021-2022.
 Ammessa allo spareggio promozione/retrocessione.
      Retrocesse in Erovnuli Liga 2 2021.
Note:
Tre punti a vittoria, uno a pareggio, zero a sconfitta.
La classifica viene stilata secondo i seguenti criteri:
- Punti conquistati
- Punti conquistati negli scontri diretti
- Differenza reti negli scontri diretti
- Reti realizzate negli scontri diretti
- Reti realizzate in trasferta negli scontri diretti (solo tra due squadre)
- Differenza reti generale
- Reti totali realizzate

## Risultati
|                    | Chi  | Dil  | DiB  | DiT  | Lok  | Mer  | Sab  | Sam  | Tel  | Tor  |
| ------------------ | ---- | ---- | ---- | ---- | ---- | ---- | ---- | ---- | ---- | ---- |
| Chikhura Sachkhere | –––– | 0-2  | 0-4  | 2-0  | 1-3  | 3-0  | 2-8  | 0-1  | 1-2  | 2-2  |
| Dila Gori          | 6-1  | –––– | 1-1  | 0-3  | 0-1  | 4-0  | 4-3  | 1-1  | 0-0  | 3-1  |
| Dinamo Batumi      | 0-0  | 1-0  | –––– | 1-3  | 1-2  | 0-0  | 1-1  | 2-0  | 1-1  | 2-0  |
| Dinamo Tbilisi     | 1-0  | 1-2  | 1-1  | –––– | 4-0  | 3-0  | 3-1  | 1-0  | 0-0  | 2-1  |
| Lokomotivi Tbilisi | 4-1  | 1-2  | 1-4  | 0-2  | –––– | 1-1  | 2-1  | 3-1  | 1-1  | 1-2  |
| Merani Tbilisi     | 1-2  | 0-0  | 1-2  | 1-2  | 0-4  | –––– | 0-0  | 1-2  | 1-6  | 0-2  |
| Saburtalo Tbilisi  | 2-1  | 1-1  | 0-1  | 0-3  | 0-0  | 0-0  | –––– | 2-1  | 1-0  | 1-0  |
| Samt'redia         | 0-0  | 1-0  | 1-2  | 0-4  | 0-0  | 2-0  | 1-2  | –––– | 0-0  | 1-0  |
| Telavi             | 2-0  | 1-1  | 1-3  | 0-0  | 1-1  | 0-0  | 1-1  | 3-1  | –––– | 1-1  |
| Torpedo Kutaisi    | 2-2  | 0-2  | 1-2  | 0-0  | 1-5  | 1-0  | 0-4  | 2-1  | 1-1  | –––– |

## Spareggi salvezza
Agli spareggi salvezza vengono ammesse le squadre classificatesi all'ottavo e al nono posto in Erovnuli Liga e le squadre classificatesi al secondo e al terzo posto in Erovnuli Liga 2.
|                        | Risultati |                        | Luogo e data                 |
| ---------------------- | --------- | ---------------------- | ---------------------------- |
| Gagra                  | 0 - 2     | T'orp'edo Kutaisi      | Tbilisi, 15 dicembre 2020    |
| T'orp'edo Kutaisi      | 1 - 1     | Gagra                  | Kutaisi, 19 dicembre 2020    |
|                        |           |                        |                              |
| Chik. Sachkhere        | 0 - 2     | Samgurali Ts'q'alt'ubo | Tbilisi, 15 dicembre 2020    |
| Samgurali Ts'q'alt'ubo | 1 - 0     | Chik. Sachkhere        | Tskhaltubo, 19 dicembre 2020 |
|                        |           |                        |                              |

## Statistiche

### Classifica marcatori
| Gol |  |  | Giocatore             | Squadra                                   |
| --- |  |  | --------------------- | ----------------------------------------- |
| 10  |  |  | Mykola Kovtaljuk      | Dila Gori                                 |
| 9   |  |  | Irak'li Sikharulidze  | Lok'omot'ivi Tbilisi                      |
| 8   |  |  | Jambul Jighauri       | Dinamo Batumi                             |
| 8   |  |  | Nodar Kavtaradze      | Dinamo Tbilisi                            |
| 7   |  |  | Beka Kavtaradze       | Saburtalo Tbilisi                         |
| 7   |  |  | Giorgi Pantsulaia     | Torpedo Kutaisi                           |
| 6   |  |  | Nugzar Spanderashvili | Dila Gori                                 |
| 5   |  |  | Giorgi Gabedava       | Dinamo Tbilisi (4), Saburtalo Tbilisi (1) |
| 5   |  |  | Mamia Gavashelishvili | Lok'omot'ivi Tbilisi                      |
| 5   |  |  | Giorgi Nikabadze      | Dinamo Batumi                             |
| 5   |  |  | Irakli Rukhadze       | Telavi                                    |
| 4   |  |  | Flamarion             | Dinamo Batumi                             |
| 4   |  |  | Giorgi Guliashvili    | Saburtalo Tbilisi                         |
| 4   |  |  | Luka Kikabidze        | Chikhura Sachkhere                        |
| 4   |  |  | Nicat Qurbanov        | Samt'redia                                |
| 4   |  |  | Alwyn Tera            | Saburtalo Tbilisi                         |